# Aleksandr Rogov
Aleksandr Nikolaïevitch Rogov, né le 27 mars 1956 à Putilkova dans la région de Moscou et mort le 1er octobre 2004, est un céiste soviétique pratiquant la course en ligne. 
Spécialiste du canoë monoplace sur 500 mètres, il remporte dans cette discipline un titre européen en 1973, un titre national en 1976 et surtout, la même année, le titre olympique aux Jeux de Montréal où il s'impose devant le canadien John Wood.
Après sa retraite sportive et des études universitaires en culture physique à Moscou, il devient entraîneur. Il prépare notamment le champion olympique Ivans Klementjevs puis l'équipe nationale russe pour les Jeux olympiques de 1996 et 2000. Il est président de la Fédération russe de canoë-kayak de 1993 à 2004 et membre du Comité exécutif du Comité olympique russe.
Décoré à plusieurs reprises, Aleksandr Rogov est Maître honoré des sports de l'URSS .